# Інокентій Одровонж-Мигалевич
Інокентій Одровонж-Мигалевич (*початок XVIII ст., Львів — †1744, Новгород) — український драматург та релігійний діяч у добу Гетьманщини, ректор Новгородської духовної семінарії на Московщині, архімандрит Новгородського Антоніївського монастиря.

## Біографія
Навчався в Києво-Могилянській академії у 20-х — на початку 30-х років XVIII століття. У 1737–1740 роках був тут викладачем.
У 1740 році примусово емігрував в Московію. Призначений до Новгородської семінарії, де 1741–1742 навчального року викладав у класі піїтики, 1743–1744 навчального року — риторики, обіймаючи одночасно посаду префекта семінарії, згодом — ректора.
Під час учителювання в Новгородській семінарії написав драму «Стефанотокос», до складу якої входило сім чи вісім інтерлюдій, і здійснив її постановку силами учнів. Твір було приурочено до відвідин семінарії імператрицею Єлизаветою Петрівною (грудень 1742). В основу драми покладено історію переслідування Стефанотокоса. Вона нагадує історію переслідування Давида Саулом та Авессаломом і його боротьби за престол. У такий спосіб відтворювався прихід до влади Єлизавети Петрівни.
Помер в сані архімандрита Новгородського Антоніївського монастиря.